# Scotochrosta caerulescens
Scotochrosta caerulescens là một loài bướm đêm trong họ Noctuidae.